# Af Grubbens
af Grubbens var en svensk adelsätt som tidigare hette Grubb.
Traditionellt har ätten af Grubbens stamfader Anders Grubb (1661-1713) i Stockholm ansetts tillhöra den norrländska släkten Grubb från Grubbe i Umeå som på mödernet tillhörde Bureätten. Hans farfar Anders Nilsson Grubb var visserligen borgare i Umeå, men det exakta sambandet med den bekanta släkten har inte kunnats fastställas, även om det synes troligt att det rör sig om samma släkt. af Grubbens härstammar dock bevisligen från denna släkt Grubb via ett möderne.
Ovan nämnde Anders Grubb i Stockholm var kommissarie i Kommerskollegium och handelsman. Hans son Nils Grubb (1694-1749) var inspektor vid järnvågen och handelsman, och gift med sångförfattaren Gunilda Grubb som var syster till riksdagsmannen Wilhelm Grubb i Stockholm. Deras son Michael Grubb var direktör i Svenska Ostindiska kompaniet och adlades 1768 med namnet af Grubbens. Ätten introducerades år 1776 på nummer 2058.
Michael af Grubbens var gift två gånger. Beata Christina Kijk var hans första hustru. Hon kom från Finland och hennes far Johan Jacob Kijk var bergsråd och brukspatron på Tykö järnbruk, och hennes mor Christina Bladh  kom från Vasa. I detta äktenskap föddes Gunilla Christina som dog späd. af Grubbens andra hustru Sofia Elisabeth Wasz var dotter till bruksdirektören Erik Wasz och Jacobina Sofia Bergholm. De fick dottern Gunilla Christina Sofia som gifte sig med den rysk-finske adelsmannen Carl Adam Adlerstjerna, Anna Elisabeth som dog ung, Charlotta (1792-1886), Margareta Michaëlina (1793-1833) gifte sig med assessorn Daniel Hirn och Jacobina Emerentia (1808-1887) med hovpredikanten Justus Osterman.
Den ende sonen Nils Wilhelm af Grubb var kirurg som var verksam både civilt och i marinen, och blev provinsialkirurg i Stockholms län och assessor. Hans hustru var Sofia Magdalena von Heland, och de fick tre barn. Äldste sonen David Wilhelm var lantbrukare, yngste sonen Nils Edvard handelsbokhållare i Stockholm och dottern Wilhelmina Maria Elisabeth stiftsfröken. Nils Wilhelm af Grubbens fick även en illegitim son vars son i sin tur, Carl Edvard Grubbens, var pappersgrossist i Stockholm. Den adliga ätten af Grubbens slocknade på svärdssidan år 1902.